# Abû Bakr Al Bayhaqî
 (juin 2017).
Abū Bakr al-Bayhaqī (nom complet 'Ahmad ibn Husayn Ibn 'Alî Ibn Mûssa al-Khosrûjerdî al-Bayhaqî, arabe : أحمد بن الحسين بن علي بن موسى الخسروجردي البيهقي المشهور بالبيهقي), né dans le bourg de Khosrujerd, dépendant de Bayhaq (aujourd'hui Sabzevar) en Perse (actuel Iran) en 994 et mort à Nishapur le 9 avril 1066, est un érudit versé dans la jurisprudence chaféite, la science du hadîth et la théologie sunnite acharite.

## Biographie
Al-Bayhaqî est né dans le bourg de Khosrujerd, dépendant de Bayhaq (aujourd'hui Sabzevar) en Perse (actuel Iran) en 994 et mort à Nishapur le 9 avril 1066, alors âgé de 72 ans. Il étudie notamment auprès du spécialiste du hadith Hakim al-Nishaburi et compose de nombreux ouvrages traitant de la science du hadîth.  
Il étudia la loi chafiite auprès de Abū l-Fatḥ Nāṣir b. Muḥammad al-ʿUmarī al-Marwazī, avant d'être  l'élève du théologien acharite Abū Bakr b. Fūrak, et d'étudier ensuite l'historiographe acharite avec Abd al-Qāhir al-Baghdādī. C’est à l’âge de quinze ans, qu'il commence à  assister à des classes de hadith données dans le centre névralgique de la discipline en Iran, en Irak et au sein de la péninsule Arabique.    
A. Badawi le compte parmi les « grands acharites ». Il est en effet connu pour être l'élève du grand spécialiste des hadiths, al-Ḥākim al-Nīsābūrī, connu pour son ouvrage Kitāb maʿrifat anwa ʿulūm al-ḥadīth (« Livre de la connaissance des différentes sortes de sciences du hadith »).
Dans les années 1050, alors que les acharites subissent une période de persécution à la suite de la prise de pouvoir par le sultan seljouqide Tughril Beg, il écrit au vizir de ce dernier, al-Kundari, pour se plaindre de la situation.
En ce qui concerne les circonstances de sa mort, deux versions concurrentes nous sont parvenues. Selon la première, il serait parti en voyage à Nichapour et y mourut en 1066, avant que son corps ne soit rapatrié pour être enterré à Khusrawjird. Selon la deuxième version, il serait mort en 1062 à Bayhaq.   

## Deux citations
Dans son livre Al-Asmâ wa al-Sifât, (« Les noms [divins] et les attributs ») Al-Bayhaqi écrit : « Certains de nos compagnons ont tiré un argument, , de la parole du Prophète (salla l-Lâhou ‘alayhi wa sallam) pour renier l’endroit au sujet de Allâh : 
"Ô Allâh, Tu es Adh-Dhâhir, rien n’est au-dessus de Toi, et Tu es Al-Bâtin, rien n’est en dessous de Toi". Puisque rien n’est au-dessus de Lui et que rien n’est en dessous de Lui, Il n’est donc pas dans un endroit ».
Dans son livre Al-I’tiqâd, l’Imam Al-Bayhaqi écrit  : « Il faut savoir que l’istiwâ [établissement] de Allâh subhâna-hu wa ta’âlâ n’est pas interprété par le fait de se redresser après avoir été courbé, ni par le fait de s’établir dans un endroit, ni de toucher quelque chose de Sa création. On dit au contraire que Allâh istawâ ‘ala al-‘arch [est établi sur le Trône; sourate XX (Ta Ha), v. 5] comme cela est rapporté, sans comment et sans « où » [c’est-à-dire sans endroit] ».

## Œuvre
Ibn Khallikân rapporte qu'on lui attribue l'écriture d'un millier de volumes. Cette quantité d'écrits n'est pas attestée, mais parmi ses œuvres plus célèbres qui nous sont parvenues, on compte :
- Sunan al-Kubrâ (en) (« Le Grand Sunan »). Célèbre recueil de hadîths, communément appelé Sunan Al Bayhaqî [(ar) lire en ligne (page consultée le 12 mars 2023)]
- Al-Madkhal ila al-Sunan al-Kubrâ (« Introduction au Grand Sunan »). L'auteur présente et défende la méthodologie juridique développée par ash-Schâfi'î [(ar) lire en ligne (page consultée le 12 mars 2023)]
- Al-Asmâ Wa-s-Sifât (en) (« Les Noms et Attributs [de Dieu] »)
- Dalâ'il an-Nubuwwah (« Les Preuves de la Prophétie »)
- Shu'ab al-Îmân (« Les Branches de la Foi »)
- Al I'tiqâd 'Alâ Madh-hab as-Salaf Ahl as-Sunna Wa-l-Jamâ'ah (« Les croyances de la voie des anciens, [membres] des partisans de la sunna et de l'union communautaire »)
- Al-Khilâfiyya (« Le désaccord »). Défense du chaféisme contre les autres écoles juridiques, en particulier le hanéfisme.
- Al-Zuhd al-Kabir (« Le grand livre de l'ascétisme »)